# Jeremy Deller
Jeremy Deller est un artiste contemporain anglais né à Londres en 1966.
Il effectue ses études au Dulwich College puis à l'Institut Courtauld et à l'Université du Sussex.
Jeremy Deller est un artiste conceptuel, pratiquant entre autres l'art vidéo et l'Installation.
En 2013, Il représente la Grande-Bretagne à la 55e Biennale de Venise,.

## Œuvres
- Acid Brass, 1997[3]
- Battle of Orgreave, 2001
- Memory Bucket, film sur le Texas, 2004
- Procession, parade à travers Manchester, 2009
- It Is What It Is: Conversations About Iraq, installation, 2009

## Expositions
- 2008 : D’une révolution à l’autre, Palais de Tokyo, Paris[4]
- 2009 : It Is What It Is: Conversations About Iraq, The New Museum, New York, puis au Hammer Museum à Los Angeles et au Musée d'art contemporain de Chicago[5].
- 2012 : Jeremy Deller : Joy in People, Wiels, Bruxelles[6]
- 2016 : The infinitely variable ideal of the popular, exhibition hall in Bilbao, Espagne
- 2023 : Art is magic, La Criée centre d'art contemporain de Rennes, Musée des Beaux-arts de Rennes, Frac Bretagne[7].

## Récompenses
- 2004 : Prix Turner pour Memory Bucket[8]
- 2010 : Médaille "Albert" de la Royal Society of Arts pour une création artistique encourageant les réactions du public et la créativité